# Ововивипарија
Ововивипарија (лат. ovum: јаје + каснолат. viviparus: живородан) је назив посебног вивипарног начина размножавања који још има особине овипарности. Ововивипарност се још назива и аплаценталном вивипарности. При томе се јаја не полажу, него се развијају у телу мајке. Младунци излазе из јаја још у телу мајке односно непосредно након што јаје изађе из мајчиног тела.
Прелаз између вивипарности и ововивипарности је врло флуидан.
Вивипарне животиње се коте, а овипарне се легу, изваљују или вале. Главна разлика између живородних ововивипарних и плаценталних вивипарних животиња је у начину храњења ембриона. Код ововивипарних ембрион се храни искључиво жуманцем садржаним у јајету, потпуно независно од метаболизма мајке. Ембрион плаценталних вивипарних животиња храни се директно из организма мајке.
Виши сисари су једине вивипарне животиње које нису ововивипарне него плацентално вивипарне. Изузеци су ајкуле чекићарке и још неки представници истог реда Carcharhiniformes. Због тога се и они називају плаценталним животињама. Све друге животиње које вале живе младе су ововивипарне. С друге стране, прасисари су једини овипарни сисари.